# Glee Live! In Concert!
Glee Live! In Concert! er en koncertturné udført af karakterne bag den populære tv-serie, Glee . Turnéen, skabt af seriens skaber Ryan Murphy blev designet på grund af den overvældende respons på serien. Showet nåede Nordamerika, Storbritannien og Irland. Murphy siger at seriens soundtrack og koncerter var en ekstra indtægtskilde for serien.  Turnéen modtog en lang anmeldelser fra både musikkritikere og fans af serien. Den første nordamerikanske del af turnéen i 2010 blev set af over 70.000 tilskuere, genererede over fem millioner dollars i billetsalg og nåede en niendeplads på Billboard Hot Tours liste.  I 2011 blev touren set af et publikum på over 485.000 og placerede den som nummer 16 på Billboards årlige Top 25 Tours-listen. Touren tjener over 40 millioner dollars fra 40 shows.  Pr. 17 februar 2012, er der ingen planer om en 2012 turné, men der er en mulighed af skuespillerne gør en én gangs forestilling til fordel for Give a Note Foundation på Hollywood Bowl i Los Angeles, Californien. 

## Baggrund
| Citat | "Responsen, fra de fans til vores lille serie har været så øjeblikkelig og så glædeligt, ønskede vi at komme ud og takke dem personligt. Og hvilken serie egner sig mere til en koncert end 'Glee?' Vi kan ikke vente med at tage dette show med på vejen og skuespillerne kunne ikke være mere glade for at optræde live for publikum i disse fire byer. | Citat |
|       | |       |

-Ryan Murphy,
Glee Live! pressemeddelelse
Oprindeligt var skuespillerne i serien ude at udføre en lille salgsfremmende turné ("The Gleek Tour") på forskellige Hot Topic butikker i USA for at fremvise seriens soundtrack og mødes med fans af serien.  Dette blev fulgt op med en udførelse af "The Star-Spangled Banner" på Citizens Bank Park for 2009 World Series . En koncerttour blev antydet af flere medlemmer af rollebesætningen via Twitter i begyndelsen af 2010.  Succesen med den salgsfremmende turné førte til oprettelsen af en koncertrække.  Turnéen blev officielt annonceret via FOX den 1. marts 2010 ved afslutningen af den første sæson.  Lea Michele (Rachel Berry) udtrykte sin begejstring for turen, og fastslår: "Det har været sådan et ekstraordinært år for 'Glee', og jeg kan ikke tænke på en bedre måde at følge op den første sæson end at optræde live på scenen med rollerne". Hendes bemærkninger blev senere delt af Cory Monteith (Finn Hudson), og fastslår: "Dette show har ændret mit liv på så mange måder. Hvis du havde fortalt mig for et år siden, at jeg ville optræde med klassiske rocksange i koncertteatre rundt om i landet, ville jeg aldrig have troet dig. Vi er psyched! ". Turen foregår over et dusin udsolgte shows i USA.
Særlige optrædener blev foretaget af Jane Lynch (Sue Sylvester) og Matthew Morrison (Will Schuester), som performede fra Radio City Music Hall i New York.
Jonathan Groff (Jesse St. James) performede sammen med Michele på Gibson Amphitheatre i Los Angeles, Californien og på Radio City Music Hall i New York.
Da serien gik ind i sin anden sæson, annoncerede Fox en ekstra turné i Europa. Murphy siger, at showet i USA oplevede en fantastisk respons og tour-forlængelsen var for at takke fans fra udlandet for deres engagement til serien og lovede en ekstra amerikansk turné i sommeren 2011.  Amber Riley (Mercedes Jones) delte sine medvirkendes begejstring for tourens udvidelse og bemærkede: "Jeg elskede at optræde for fans i Los Angeles, Chicago, Phoenix og New York sidste år og troede ikke, der var nogen måde at toppe denne erfaring på. Men at optræde i store arenaer i London, Manchester og Dublin? Hvor sejt er det? Vi kan ikke vente. " Med i tourudvidelsen var de nye skuespille Chord Overstreet (Sam Evans), Ashley Fink (Lauren Zizes) og Darren Criss (Blaine Anderson).